# Sommerviller
Sommerviller är en kommun i departementet Meurthe-et-Moselle i regionen Grand Est (tidigare regionen Lorraine) i nordöstra Frankrike. Kommunen ligger i kantonen Lunéville-Nord som tillhör arrondissementet Lunéville. År 2022 hade Sommerviller 1 002 invånare.

## Befolkningsutveckling
Antalet invånare i kommunen Sommerviller
| Referens: INSEE |